# Elachista exigua
Elachista exigua — вид лускокрилих комах родини злакових молей-мінерів (Elachistidae).

## Поширення
Вид поширений в Європі. Виявлений у Франції, Швейцарії, Італії, Німеччині, Греції та Україні.